# Rasmus Lehrmann
Rasmus Fjordside Lehrmann (* 8. Juli 1985 in Tjørring) ist ein dänischer Straßenradrennfahrer.
Rasmus Lehrmann wurde 2003 dänischer Meister im Einzelzeitfahren der Juniorenklasse. Bei dem Etappenrennen Keizer der Juniores Koksijde gewann er das dritte Teilstück, wurde einmal Etappenzweiter und konnte so auch die Gesamtwertung für sich entscheiden. In den Jahren 2005 und 2006 fuhr er dann für das dänische Team GLS. Seit 2010 steht Lehrmann beim Team Energi Fyn unter Vertrag.

## Erfolge
2003
- Dänischer Meister – Einzelzeitfahren (Junioren)

## Teams
- 2005 Team GLS
- 2006 Team GLS

- 2010 Team Energi Fyn